# Brecciaio
Il brecciaio è una formazione tipica montana costituita da roccia sgretolata da normali processi di erosione da parte degli agenti atmosferici, detta anche breccia, e rotolata più a valle per gravità. Si trova spesso sulle cime, circhi glaciali e sui versanti di montagne aspre e non erbose e può essere di piccole, medie o grandi dimensioni. Sebbene non consenta a prima vista la crescita di vegetazione arborea a volte può ospitare piccole piante e fiori a volte anche rari tanto che se ne sconsiglia l'attraversamento libero se non su eventuali mulattiere. Tipica inoltre è, ove possibile, la sua discesa a mo' di slittamento controllato o a balzi sul fondo incoerente.